# Yoshiteru Yamashita
Yoshiteru Yamashita (Fukuoka, 21. studenog 1977.) japanski je nogometaš.

## Klupska karijera
Igrao je za Avispa Fukuoka, Vegalta Sendai, Kashiwa Reysol, Omiya Ardija, Tochigi SC i FC Ryukyu.

## Reprezentativna karijera
Za japansku reprezentaciju igrao je od 2001. do 2003. godine. Odigrao je 3 utakmice.
S japanskom reprezentacijom Yoshiteru Yamashita je igrao na Kupa konfederacija 2001.

## Statistika
| Japan  | Japan | Japan |
| Godina | Nast. | Gol.  |
| ------ | ----- | ----- |
| 2001.  | 2     | 0     |
| 2002.  | 0     | 0     |
| 2003.  | 1     | 0     |
| Ukupno | 3     | 0     |

## Vanjske poveznice
- National Football Teams
- Japan National Football Team Database